# Chmouel Errera
Pour les articles homonymes, voir Errera.
Chmouel (ou Shmouel) (Claude) Errera (14 aout 1914- 23 décembre 2014,) est un rabbin orthodoxe non-consistorial français, de la Yechiva d'Aix-les-Bains. Il travaille en collaboration avec le Rosh Yeshiva, Yitzchak Chaikin et le directeur, le rabbin Gershon Cahen.

## Éléments biographiques
Chmouel (Claude) Errera est né en 1914.
Il est mort le 23 décembre 2014,.
Ses funérailles ont lieu le mercredi 24 décembre 2014 (2 Tevet 5775) au cimetière de Har HaMenouhot à Givat Shaoul, à Jérusalem, en Israël.

Soldat au sein de l’armée française, il entre dans la résistance lors de la seconde guerre mondiale et est décoré par le Royaume Uni au lendemain de la guerre. 
Ingénieur en textiles, il cède son usine à Troyes pour aller étudier à Aix les Bains où il fonde une école maternelle et primaire avec sa femme. Jusqu’à 96 ans, il voyage dans les grandes villes de France pour ramasser des fonds pour cet établissement hors contrat, donnant des conférences et recevant des couples en difficulté pour leur prodiguer des conseils.

## Ruth Ben-Davidet Shmouel Errera
En juillet 1956, Ruth Ben-David fait un séjour à la Yechiva d'Aix-les-Bains.
Elle écrit :
"J'avais beaucoup entendu parler du couple Errera qui vivait près de la yechiva. C'était une famille importante dans la communauté et je comptais beaucoup sur Mme Errera pour "m'initier" à Aix, dans ce monde de Torah si nouveau pour moi. Quand je franchis le seuil de leur appartement, ils m'accueillirent aimablement, sans plus. Avec même une certaine réserve. "Ils ont beaucoup à faire avant Shabbat et sont pressés", pensai-je.
[...]. Tandis que je transportais, de ma voiture à la chambre, valises et couvertures, Mme Errera m'aborda. Pointant mes manches du doigt, elle me dit sur un ton sec: -Vous êtes dans une yechiva ici. Je la regardai sans comprendre, rouge de honte. -Vous devez couvrir vos bras, m'expliqua-t-elle. -Mais j'ai des manches. -Elles ne sont pas assez longues, c'est le din (la loi), ajouta-t-elle sévèrement.